# Дарем
Да́рем (англ. Durham; английское произношение: /ˈdʌrəm/, местное произношение: /ˈdɜːrəm/) — город на северо-востоке Англии, административный центр одноимённого графства в регионе Северо-Восточная Англия. Население превышает 48 тысяч человек (2011).

## История и архитектура
Исторический центр города возвышается на скалистом берегу реки Уир. В средние века этот утёс казался идеальным местом для строительства укреплений для защиты от шотландцев. Даремский замок основал Вильгельм Завоеватель, однако довольно скоро оборона Северной Англии от шотландцев была поручена местному епископу — крупнейшему в этих краях феодалу. До 1836 года замок служил одной из его резиденций. Помимо замка, из укреплений средневекового Дарема сохранились отдельные участки оборонительной стены XII века. Сохранился также средневековый мост Элвет XII—XIII веков.
Помимо своей оборонительной роли, средневековый Дарем привлекал толпы паломников, желавших поклониться мощам св. Кутберта Линдисфарнского. Они были помещены в соборном храме Девы Марии, заложенном в 1093 году в романском стиле. «Наполовину храм Божий, наполовину крепость», — так охарактеризовал эту массивную постройку Вальтер Скотт.

## Образование и культура
В XV веке под покровительством местных епископов была учреждена Даремская школа — одна из старейших в стране. В 1832 году при содействии епископа возник Даремский университет, для нужд которого вскоре был отведён и древний замок. В 1960 году на средства армянского мультимиллионера Галуста Гульбенкяна при университетской школе востоковедения открылся всемирно известный Музей дальневосточного искусства и археологии.
В 1986 году Даремский собор и замок были удостоены ЮНЕСКО включения в перечень памятников Всемирного наследия человечества как исключительно хорошо сохранившиеся образцы норманнского зодчества.

## Экономика
Экономика графства большей частью основана на сфере услуг, хотя для Великобритании размер индустриального сектора Дарема очень велик, что имеет глубокие исторические корни − уголь здесь добывали, начиная со времен короля Стефана Блуаского (1135—1154). В настоящее время добывающая промышленность в Дареме постепенно сокращается, что отлично демонстрирует Даремский парад шахтеров, на который с каждым годом приходит все меньше участников. В настоящее время в графстве не ведется подземной добычи угля.
В Дареме расположена штаб-квартира крупной компании Northumbrian Water, акции которой входят в базу расчета индекса FTSE 250.

## Города-побратимы
- Дарем, США
- Тюбинген, Германия
- Везель, Германия
- Сомма, Франция
- Банска-Бистрица, Словакия
- Наксков, Дания
- Алькала-де-Гвадаира, Испания
- Яс-Надькун-Сольнок, Венгрия
- Стерлитамак, Россия